# بول كروسلي
بول كروسلي (بالإنجليزية: Paul Crossley)‏ هو عازف بيانو بريطاني، ولد في 17 مايو 1944 في Dewsbury ‏ في المملكة المتحدة.

## وصلات خارجية
- بول كروسلي على موقع ميوزك برينز (الإنجليزية)
- بول كروسلي على موقع أول ميوزيك (الإنجليزية)
- بول كروسلي على موقع ديسكوغز (الإنجليزية)